# Heilig Hartbeeld (Uden, Birgittinessenklooster)
Het Heilig Hartbeeld is een standbeeld in de Nederlandse plaats Uden, in de provincie Noord-Brabant.

## Achtergrond
Beeldhouwer Peter Roovers maakte in 1949 een Heilig Hartbeeld ter gelegenheid van het gouden priesterjubileum van Hendrik Jaspers in het Limburgse Helden. Het viel niet in smaak bij de bevolking. Het kleien beeld was bij het bakken een beetje ingezakt en men vond het een "vormeloze stomp klei, vol willekeur en onkunde". Roovers maakte voor de parochie een nieuw beeld, in een meer klassieke uitvoering, dat in 1952 werd geplaatst. In datzelfde jaar schonk hij de bovenkant van het oorspronkelijke beeld aan het Birgittinessenklooster Maria Refugie in Uden.

## Beschrijving
Oorspronkelijk toonde het keramieken beeld een staande Christusfiguur, verbeeld als Goede Herder, met schapen aan zijn voeten. Wat overgebleven is is een borststuk, omhangen met een schapenvacht. Christus houdt zijn handen, met stigmata, uitgestoken. Op zijn borst is het Heilig Hart zichtbaar. 
Het beeld staat op een taps toelopende bakstenen sokkel, met aan de voorzijde een kruis en een kleine plaquette met het opschrift Schenking van den beeldhouwer Peter Roovers.